# Petr Svoboda (athlétisme)
Pour les articles homonymes, voir Petr Svoboda.
Petr Svoboda (né le 10 octobre 1984 à Třebíč) est un athlète tchèque spécialiste du 110 mètres haies.

## Carrière
Le 12 juin 2008 au meeting Golden Spike d'Ostrava, il égale le record national du 110 m haies de Jiří Hudec en 13 s 48 dans la course où Dayron Robles bat le record du monde. Dans les jours qui suivent, il réussit successivement 13 s 43 à Prague et 13 s 41 à Villeneuve-d'Ascq. Le 4 juillet, il abaisse encore la meilleure marque nationale en signant le temps de 13 s 29 lors des championnats nationaux à Tábor. Sélectionné pour les Jeux olympiques de Pékin, il quitte la compétition au stade des demi-finales avec le temps de 13 s 60. En fin de saison 2008, Petr Svoboda se classe deuxième de la Finale mondiale d'athlétisme de Stuttgart derrière l'Américain David Oliver. Il se distingue en début de saison 2009 en remportant la médaille de bronze du 60 mètres haies des Championnats d'Europe en salle de Turin, s'inclinant face au Français Ladji Doucouré et au Néerlandais Gregory Sedoc. Il établit son meilleur temps de l'année sur 110 m haies en demi-finale des Championnats du monde de Berlin avec 13 s 33. Il se classe sixième de la finale dans le temps de 13 s 38. 
En 2010, Petr Svoboda améliore son record personnel du 60 m haies à Prague en 7 s 44, et se classe cinquième des Championnats du monde en salle de Doha où il termine deuxième européen derrière le Russe Evgeniy Borisov. Le 14 juin à Prague, Svoboda établit un nouveau record de République tchèque du 110 m haies avec le temps de 13 s 27.
Aux Championnats d'Europe de 2010 à Barcelone, il se qualifie pour la finale du 110 m haies et mène jusqu'au 75 mètres avant d'être déséquilibré par une haie et de se faire rattraper par ses poursuivants. Il finit la course en 13 s 57 (6e), très déçu.
Le 19 février 2011, il réalise la meilleure performance européenne de l'année sur 60 mètres haies, avec 7 s 48 réalisées à Prague. Favori des Championnats d'Europe en salle à Paris, le Tchèque remporte le titre continental en 7 s 49 devant le Français Garfield Darien.
Il annonce au journal tchèque DNES le 19 septembre 2013 qu'il arrête sa carrière, après deux ans d'absence au plus haut niveau à cause d'une blessure à un pied, évoquant la nécessité d'un miracle pour retrouver son niveau. Il corrige par la suite cette annonce, expliquant qu'il se laisse jusqu'à mars 2014 pour se remettre, et qu'en cas d'échec, il se reconvertirait en tant qu'entraineur. Revenu à la compétition, il remporte les championnats de la République tchèque le 2 août 2014 à Ostrava.
Le 16 février 2017, il court un 60 m haies en 7 s 57, son meilleur temps depuis 2011. Il confirme lors des Championnats nationaux où il réalise 7 s 55. Sa bonne forme lui permet de décrocher, le 3 mars, la médaille de bronze des Championnats d'Europe en salle de Belgrade en 7 s 53, sa meilleure performance de la saison. Il s'agit de sa 3e médaille dans cette compétition après le bronze en 2009 à Turin et l'or en 2011 à Paris. C'est par ailleurs son 1er grand résultat significatif depuis ce titre il y a 6 ans.
Lors de la saison hivernale 2018, il court en 7 s 51 à Jablonec nad Nisou, son meilleur temps depuis 2011 puis s'impose quelques jours plus tard lors de la réunion d'Ostrava en 7 s 61, après avoir couru en 7 s 56 en séries.

## Palmarès
| Date | Compétition                       | Lieu          | Résultat | Épreuve     | Temps   |
| ---- | --------------------------------- | ------------- | -------- | ----------- | ------- |
| 2008 | Finale mondiale                   | Stuttgart     | 2e       | 110 m haies | 13 s 33 |
| 2009 | Championnats d'Europe en salle    | Turin         | 3e       | 60 m haies  | 7 s 61  |
| 2009 | Championnats du monde             | Berlin        | 6e       | 110 m haies | 13 s 38 |
| 2009 | Finale mondiale                   | Thessalonique | 4e       | 110 m haies | 13 s 50 |
| 2010 | Championnats du monde en salle    | Doha          | 5e       | 60 m haies  | 7 s 58  |
| 2010 | Championnats d'Europe             | Barcelone     | 6e       | 110 m haies | 13 s 57 |
| 2011 | Championnats d'Europe en salle    | Paris         | 1er      | 60 m haies  | 7 s 49  |
| 2014 | Championnats d'Europe             | Zurich        | 5e       | 110 m haies | 13 s 63 |
| 2015 | Championnats d'Europe en salle    | Prague        | 8e       | 60 m haies  | 7 s 67  |
| 2015 | Championnats d'Europe par équipes | Heraklion     | 3e       | 110 m haies | 13 s 74 |
| 2017 | Championnats d'Europe en salle    | Belgrade      | 3e       | 60 m haies  | 7 s 53  |

## Records
| Épreuve     | Performance | Lieu   | Date            |
| ----------- | ----------- | ------ | --------------- |
| 110 m haies | 13 s 27     | Prague | 14 juin 2010    |
| 60 m haies  | 7 s 44      | Prague | 27 février 2010 |